# Eva Gerová
Eva Gerová-Šanovcová, rodným jménem Branbergerová (4. března 1920, Praha – 5. června 2013, Praha), byla česká herečka a zpěvačka.

## Život a kariéra
Eva Branbergerová se narodila do rodiny hudebního kritika, skladatele a muzikologa Jana Branbergera (18. 11. 1877 – 4. 5. 1952) a pěvkyně-sopranistky Národního divadla v Praze Doubravky Branbergerové, rozené Černochové (10. 2. 1885 – 2. 2. 1945).
Po rodičích zdědila umělecké sklony a již od dětství hrála v představeních pražských konzervatoristů. Studovala v Praze na anglickém gymnáziu, studium nedokončila, v roce 1936 přestoupila do druhého ročníku dramatického oddělení Státní konzervatoře v Praze, v témže roce natočila svůj první film. Svůj umělecký pseudonym si vytvořila zkrácením svého občanského příjmení Branbergerová. Teprve po ukončení filmové kariéry konzervatoř dokončila. Ještě v roce 1939 krátce hostovala v Divadle na Vinohradech. V tomto roce se provdala za MUDr. Jaroslava Šanovce a ukončila celou svou uměleckou kariéru. Věnovala se rodině, krátce po sobě se jí narodil syn (1939) a dcera (1941). V roce 1952 začala pracovat jako brigádnice v Národní knihovně v Praze. Přihlásila se ke studiu na Filozofické fakultě Univerzity Karlovy, kde krátce studovala. Po knihovnické nástavbě nastoupila jako knihovnice do Městské knihovny v Praze. Místo knihovnice opouští po svatbě se svým dalším životním partnerem panem Pávem.
Eva Šanovcová odešla do důchodu až v roce 1993. Zemřela 5. června 2013 v Praze ve věku 93 let.

## Zajímavost
V několika filmech a publikacích je Eva Gerová uváděná chybně jako Eva Gérová. Její umělecký pseudonym vznikl zkrácením občanského jména Branbergerová.

## Dílo

### Film
- 1936 – Manželství na úvěr … Ema, sestra Ley Pohlové
- 1937 – Otec Kondelík a ženich Vejvara … Pepička Kondelíková
- 1937 – Kariéra matky Lízalky … dvojrole Mařenka Lízalová a matka Kopečková – Lízalová zamlada
- 1937 – Karel Hynek Mácha … Aninka, mladší sestra Lori Šomkové
- 1937 – Harmonika .. Věra Soldánová
- 1938 – Svatební cesta … Helena Frýdlová – Čejková
- 1938 – Slečna matinka … Daisy Brožová
- 1938 – Pán a sluha … Hana Karlíková
- 1938 – Neporažená armáda … Zdenka Jiříkovská
- 1938 – Jarka a Věra … Věra Pšeničková
- 1938 – Bílá vrána … Věra Dušková
- 1939 – Venoušek a Stázička … Stázička Vaňousová

### Dokumentární
- 2007 – Naška, slečna z dobré rodiny (Nataša Gollová) (TV film)
- 2008 – Anna Letenská: Komička a nacisté (TV film)
- 2011 – Příběhy slavných: Adina Mandlová (TV film)

### TV pořady
- 1994 – Na vlastní oči (TV pořad)
- 2008 – Vzkaz (TV pořad)

### Zpěv ve filmu
- 1937 – Kariéra matky Lízalky
- 1938 – Svatební cesta
- 1938 – Slečna matinka
- 1938 – Bílá vrána
- 1939 – Venoušek a Stázička

### Rozhlas
- 2010 – Stanislav Motl: Ukřižovaná – připravil Stanislav Motl[1]

### Divadlo

#### Divadlo na Vinohradech
krátké hostování v roce 1939